# Drosophila dorsigera
Drosophila dorsigera är en tvåvingeart som beskrevs av Elmo Hardy 1965. Drosophila dorsigera ingår i släktet Drosophila och familjen daggflugor.
Artens utbredningsområde är Hawaii.